# Моджо Удинезе
Мо̀джо Удинѐзе (на италиански: Moggio Udinese; на фриулски: Mueç, Муеч) е село и община в Северна Италия, провинция Удине, автономен регион Фриули-Венеция Джулия. Разположено е на 341 m надморска височина. Населението на общината е 1842 души (към 2010 г.).